# Graomys
Graomys és un gènere de rosegadors de la família dels cricètids. Viuen a Sud-amèrica. Les espècies d'aquest grup tenen una llargada corporal d'11–17 cm i una cua de 12–19 cm. El seu pes oscil·la entre 50 i 95 g. El pelatge és de color marró groguenc a marró grisenc al dors i de color blanc al ventre. S'alimenten d'herba, llavors i fruita. Ocupen una gran varietat d'hàbitats.